# Trombone (instrument)
Pour les articles homonymes, voir Trombone.
Le trombone est un instrument de musique à vent et à embouchure de la famille des cuivres clairs. Le terme désigne implicitement le trombone à coulisse caractérisé par l'utilisation d'une coulisse télescopique, mais il existe également le trombone à pistons. Le trombone à coulisse est l'un des rares instruments à vent dont la maîtrise ne nécessite pas l'utilisation individuelle des doigts.
Que le trombone soit ténor ou basse, son registre est plus grave que celui d'une trompette. Sa forme allongée courbée comme un S et surtout sa section de tube cylindrique, qui lui donne un son plus brillant, le distingue des euphoniums ou des saxhorns au registre comparable, au son plus feutré dû à leur section de tube conique.
Il est utilisé dans de nombreux genres musicaux, de la musique classique au jazz, en passant par la salsa, le ska, le funk ou la musique militaire; il est joué dans les orchestres symphoniques, les orchestres d'harmonie, les fanfares, les big bands, les brass bands, etc.
Un joueur de trombone est appelé tromboniste ou, par métonymie, trombone (« le premier trombone de l'orchestre »).

## Les origines
Les origines lointaines du trombone se trouvent probablement dans le buccin, sorte de tuba joué par les Romains, dont il existait une variante en forme de « S » rappelant celle du trombone actuel — le terme buccin fut d’ailleurs repris au XIXe siècle pour désigner un trombone d’orchestre militaire dont le pavillon représentait une tête de serpent.

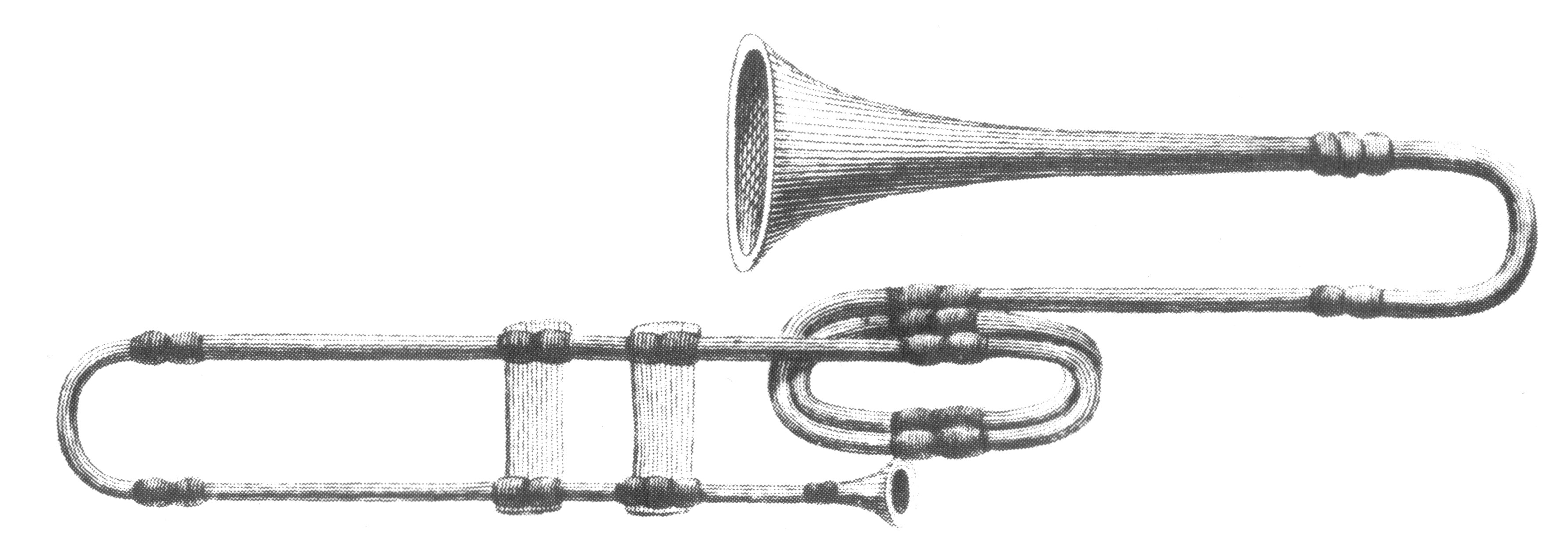
Gravure d’une sacqueboute

C’est probablement au XIIIe siècle qu’on eut l’idée d’ajouter deux tubes coulissants l’un dans l’autre à une trompette basse : la coulisse était née. L'instrument ainsi créé s'appela la sacqueboute (« sacquer » signifiant tirer vers soi et « bouter » pousser vers le sens opposé). Il ne s'agissait pas d'un instrument radicalement différent du trombone, mais d'une version légèrement plus petite. À partir du XVIIe siècle le nom italien de trombone fut progressivement utilisé pour désigner l’instrument. L'origine du mot vient de tromba qui signifie « trompette » et de one, un suffixe qui signifie « grand ». Ainsi, au sens littéral, un trombone est une « grande trompette ».
Pendant toute son histoire, le trombone, en raison de son principe simple, a subi peu de modifications, principalement de taille et de forme. Les plus remarquables sont l'apparition du trombone à piston au début du XIXe siècle dans lequel la coulisse est remplacée par les pistons mis au point en 1814 par Heinrich Stölzel, et celle du trombone complet par l’ajout du barillet breveté en 1839 par le facteur allemand Christian Friedrich Sattler.

## Les différentes parties du trombone
L'embouchure est une petite pièce du trombone qui sert d'interface entre le musicien et l'instrument, canalisant la vibration des lèvres et conduisant le souffle. La section suivant l'embouchure est le corps de l'instrument. Celui-ci est entrecoupé par la coulisse qui permet au musicien de faire varier la hauteur du son et ainsi d'obtenir la note désirée. Lorsque le tromboniste pousse la coulisse, il allonge l'instrument et le son devient plus grave, et lorsqu'il la tire, il raccourcit le tube et le son devient plus aigu. Comme leur nom l'indique, les « trombones à pistons » ont des pistons comme les trompettes ou les saxhorns à la place de la coulisse. La partie évasée par laquelle le son est émis se nomme le pavillon.
Certains trombones, comme les trombones complets, les trombones basses ou les trombones à coulisse courte, ont un ou plusieurs jeux de tubes additionnels au corps de l'instrument, servant à le rallonger. Ces jeux de tubes s'ajoutent à des noix qui sont actionnées avec le pouce ou l'index à l'aide d'une gâchette. Ces noix servent à compléter le registre de l'instrument dans les graves et à rendre plus simples certains enchaînements de notes, notamment en remplaçant les sixième et septième positions par la première et la deuxième.
Au bout de la coulisse se trouve une clé d'eau servant à évacuer la condensation générée par le souffle.

## Principe de jeu

### Émission du son

Tessiture du Trombone

Comme tous les instruments à embouchure, le son est produit par la mise en vibration de la colonne d'air de l'instrument (air contenu dans l'instrument, mais aussi dans le système respiratoire du musicien) par les lèvres supérieure et inférieure. Cette vibration des lèvres est entretenue par l’air insufflé par l'instrumentiste. L'onde de pression ainsi produite est canalisée par l’embouchure dans le corps de l’instrument. La pression d'air crée une onde stationnaire dont la fréquence propre est imposée par l'instrument. Le trombone est l'instrument le plus bruyant dans les orchestres symphoniques, atteignant les 104 décibels à son plus fort. La coulisse ou les pistons servent à modifier cette fréquence propre en allongeant ou réduisant la longueur du tube. La qualité du son dépendra alors de la qualité de la vibration de la colonne d’air (donc de l'instrumentiste et de l'embouchure), et de la qualité du corps de l’instrument (diamètre du tube, forme du tube…)

### Articulation du son
Le son peut être articulé grâce à la langue produisant différentes consonnes à l'intérieur de l'embouchure.
Les articulations les plus courantes sont le staccato, la langue produisant la consonne « t », et le legato, avec la consonne « l » pour le legato articulé. Pour augmenter la vitesse d'exécution, les trombonistes utilisent le double staccato, en prononçant successivement les consonnes « t » et « k », et le triple staccato, en prononçant deux fois la consonne « t » et une fois la consonne « k ». Il est également possible de jouer legato sans coup de langue quand les notes sont sur deux harmoniques différents. Une absence d'articulation entre deux notes situées sur un même harmonique donne un glissando, un mode de jeu propre au trombone.

### Modulation du son
Les lèvres de l'instrumentiste ne déterminent pas la hauteur du son. Elles servent, en les pinçant plus ou moins, à « accrocher » tel ou tel harmonique se développant de façon « concentrique » dans l'instrument. Comme le passage de l'air entre les lèvres se rétrécit, l'air s'écoule plus vite mais il n'y a pas d'augmentation de la pression des muscles abdominaux. Le diaphragme sert à remplir d'air les poumons par dépression, et comme tout muscle ne fonctionne que dans un seul sens, il est inerte quand l'instrumentiste joue, comme c'est le cas pour le chant ou tout autre instrument à vent.
Le musicien peut ainsi jouer, pour une longueur donnée de l'instrument, à partir de la fondamentale, la suite des harmoniques supérieures, suivant l’ordre des harmoniques naturels : octave, quinte, tierce, etc. Par exemple, pour un trombone ténor, coulisse fermée (en 1re position), on obtiendra : si{\displaystyle \flat }, si{\displaystyle \flat }, fa, si{\displaystyle \flat }, ré, fa, la{\displaystyle \flat }, si{\displaystyle \flat }... Le nombre d’harmoniques pouvant être joués dépend alors des capacités physiques du musicien. Un musicien expérimenté peut jouer jusqu'à 3 octaves sur son instrument (voire 4, 5,.. pour les meilleurs musiciens).
Cette technique ne permet de jouer que l'ensemble limité des notes correspondant aux harmoniques de la fondamentale de l'instrument. Pour pouvoir jouer l'ensemble des notes, un mécanisme (coulisse, barillet ou piston) est alors également utilisé qui modifie cette fondamentale en changeant la longueur de l’instrument.
Le contrôle de cette technique permet aussi de jouer plusieurs sons en même temps (sans la voix) situés conjointement dans une même série harmonique. Cette pratique est alors qualifiée de multiphonique.

#### La coulisse
La longueur de l’instrument est modifiée par une coulisse qui peut être allongée ou raccourcie. La coulisse est divisée en plusieurs positions — jusqu’à sept pour le trombone ténor. Elle est en 1re position quand elle est entièrement rétractée, et en septième position lorsqu'elle est au maximum de son allongement. Les positions ne sont pas repérées ou marquées mais évaluées par l'instrumentiste. Accroître la longueur de la coulisse d'une position fait baisser la hauteur d'une note d'un demi-ton. Ainsi, on peut baisser la note de base d'au maximum un triton (soit trois tons), par exemple, sur le ténor pour atteindre le mi en partant du si{\displaystyle \flat }. Des positions intermédiaires sont également utilisées avec certains harmoniques, ou pour ajuster certaines notes.
L'intérêt de la coulisse est qu'il s'agit d'un système « continu » : on peut, avec une coulisse, atteindre toutes les longueurs intermédiaires entre les sept positions, contrairement aux cuivres à pistons (sur lesquels la longueur de tuyau ajoutée lorsqu'on enfonce chaque piston est fixe). Cela permet, si l'instrumentiste a une oreille exercée et sensible à la justesse, de jouer parfaitement juste (ce que les autres cuivres ne permettent pas pour des raisons physiques). Cet avantage peut se transformer en inconvénient si le musicien est peu expérimenté et n'a pas l'oreille musicale, car il jouera alors faux.
Un des intérêts de la coulisse, par exemple dans le jazz, est de jouer des glissandi expressifs entre deux notes, ou des glissandi humoristiques dans le new orleans la musique de cirque. Les glissandi du trombone se font généralement sur un demi-ton en jazz, alors assimilés à des blue notes, et jusqu'à une quarte dans la musique de cirque.
Enfin l'inconvénient majeur de la coulisse est l'amplitude des mouvements à produire, qui réduisent sérieusement la virtuosité de l'instrumentiste par rapport à l'usage des pistons. L'extension de la coulisse la rend également encombrante et vulnérable, car elle peut tomber au sol si on la lâche.

#### Les barillets supplémentaires
En conjugaison avec la coulisse, les trombones sont souvent équipés d'un dispositif — appelé noix, barillet, clés de pouce, ou palette — permettant au musicien de baisser la note (d'une quarte sur le trombone ténor complet). Comme avec un piston, la longueur est alors augmentée en déviant l’air dans un tube supplémentaire. Ce mécanisme permet d'augmenter la tessiture de l'instrument, ainsi que la vélocité du jeu de coulisse en évitant et en remplaçant la sixième et la septième position de coulisse à bout de bras par la première et la deuxième.

#### Les pistons (trombone à pistons)
Dans le trombone à pistons, la coulisse est remplacée par trois pistons, chacun pouvant dévier la colonne d’air dans un tube supplémentaire de longueur différente. Ces pistons peuvent être actionnés ensemble, offrant sept combinaisons distinctes de longueurs supplémentaires équivalent aux sept positions de la coulisse. Ce mécanisme permet une dextérité difficile à obtenir avec une coulisse, mais au détriment de la justesse, les positions intermédiaires n’étant pas réalisables. Le trombone à pistons est souvent pensé et joué en si{\displaystyle \flat }. Dans ce cas, le trombone est un instrument transpositeur, comme la trompette.
| Position de la coulisse | Pistons actionnés | Fondamentale (en si{\displaystyle \flat }) | Fondamentale (en ut)             |
| 1re                     | aucun             | do                                         | si{\displaystyle \flat }         |
| 2e                      | 2                 | si                                         | la                               |
| 3e                      | 1                 | si{\displaystyle \flat } ou la#            | la{\displaystyle \flat } ou sol# |
| 4e                      | 1+2 ou 3          | la                                         | sol                              |
| 5e                      | 2+3               | la{\displaystyle \flat } ou sol#           | sol{\displaystyle \flat } ou fa# |
| 6e                      | 1+3               | sol                                        | fa                               |
| 7e                      | 1+2+3             | sol{\displaystyle \flat } ou fa#           | mi                               |

## Types de trombones

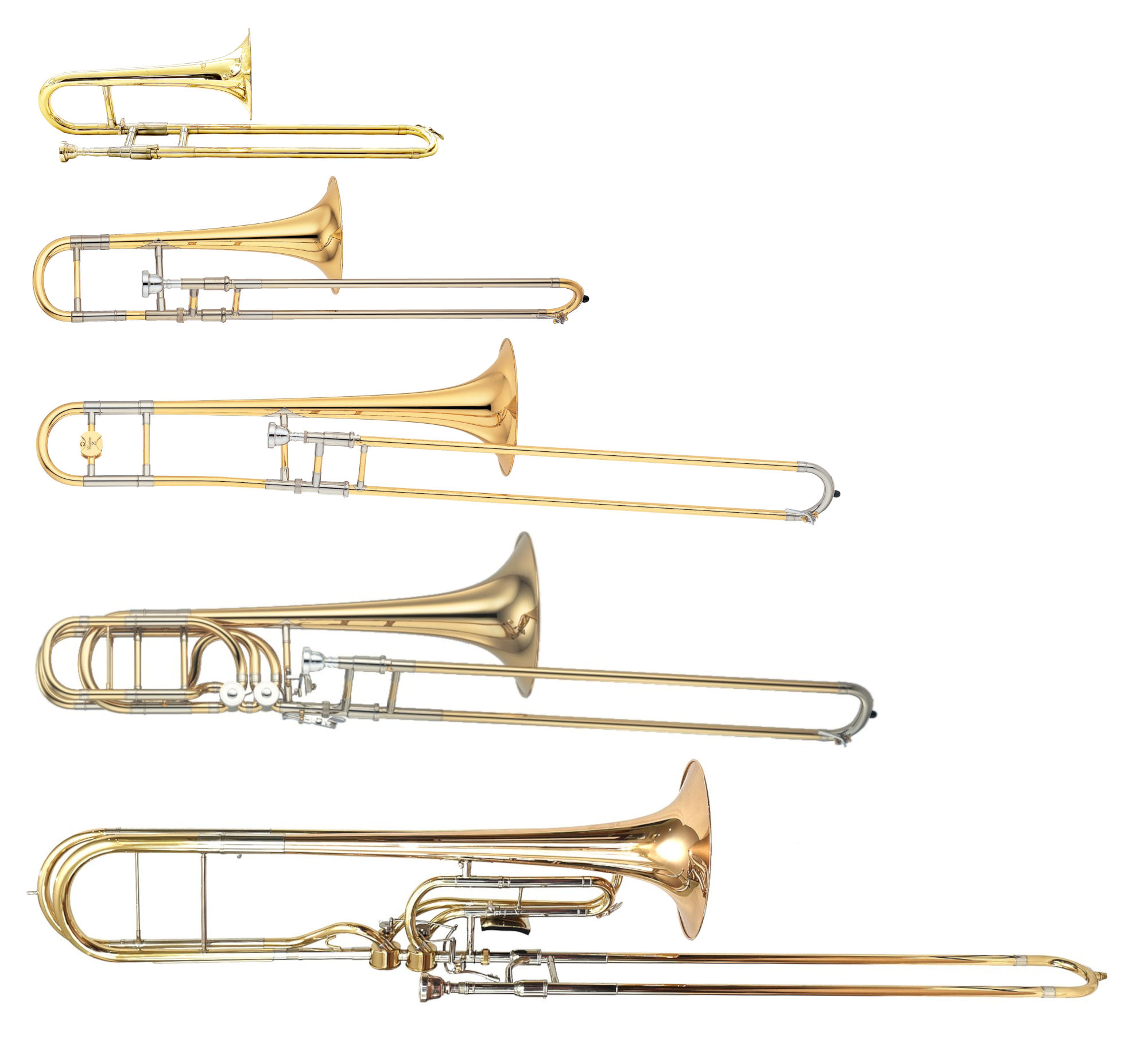
La famille des trombones

Il existe neuf principaux types de trombones : soprano, alto, ténor, ténor complet, à pistons, basse, contrebasse, cimbasso et le saqueboute. Sans précision sur sa nature, le mot trombone désigne généralement le trombone à coulisse ténor.

### Le trombone soprano

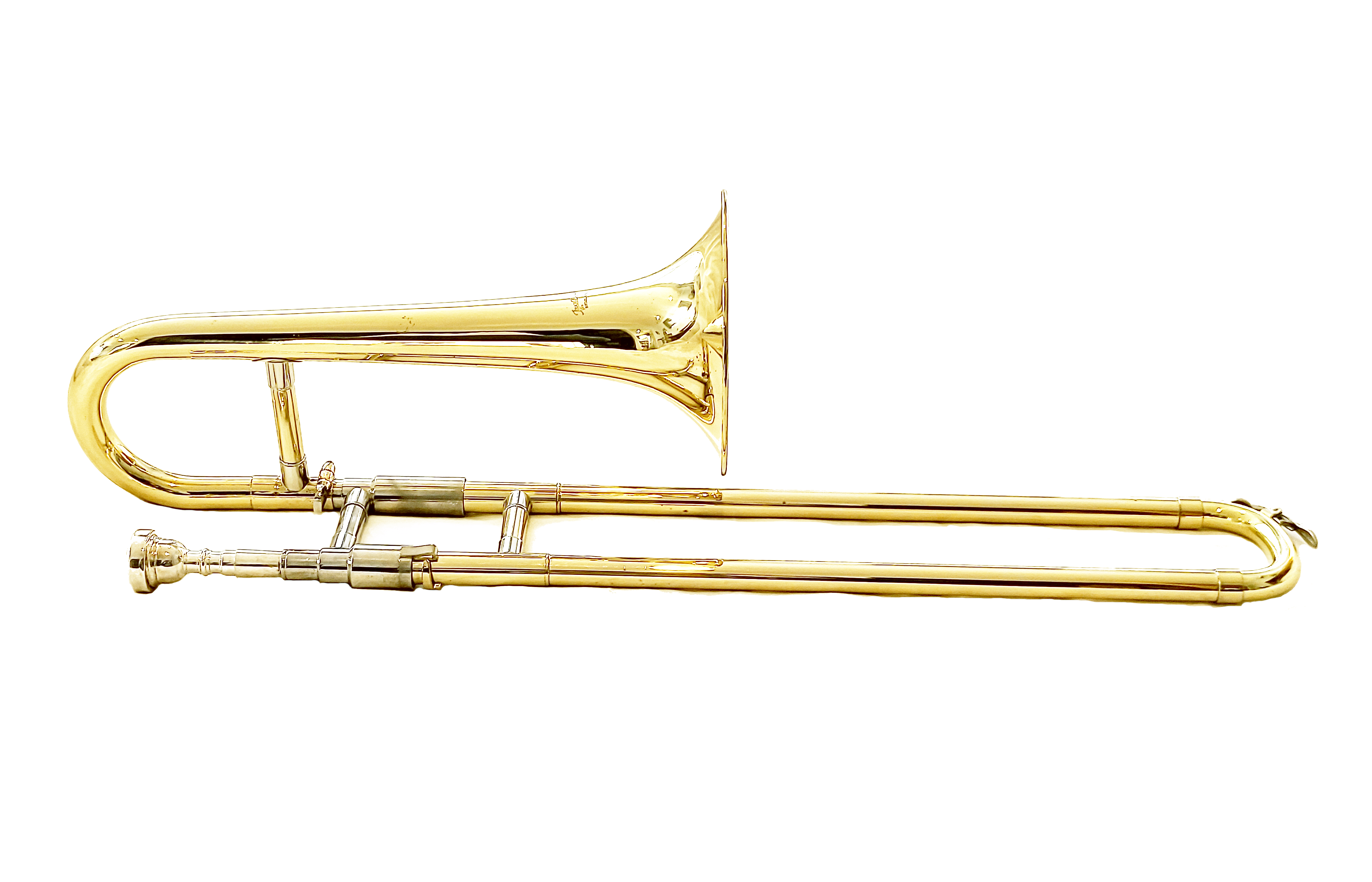
Trombone soprano

Le trombone soprano est le plus court (donc le plus aigu) et son timbre se rapproche davantage de celui de la trompette qu'aucun autre trombone, et on l'assimile d'ailleurs à la trompette à coulisse (même longueur de tuyau). Il est, à sa note fondamentale, en si{\displaystyle \flat } et il est transpositeur en si{\displaystyle \flat }, tout comme la trompette. On trouve des partitions pour trombone soprano dans des pièces écrites pour ensembles de cuivres, mais peu d'œuvres classiques l'ont utilisé. Son origine est d'ailleurs incertaine, il ne s'agirait peut-être pas d'un instrument classique mais d'une apparition assez moderne.

### Le trombone alto

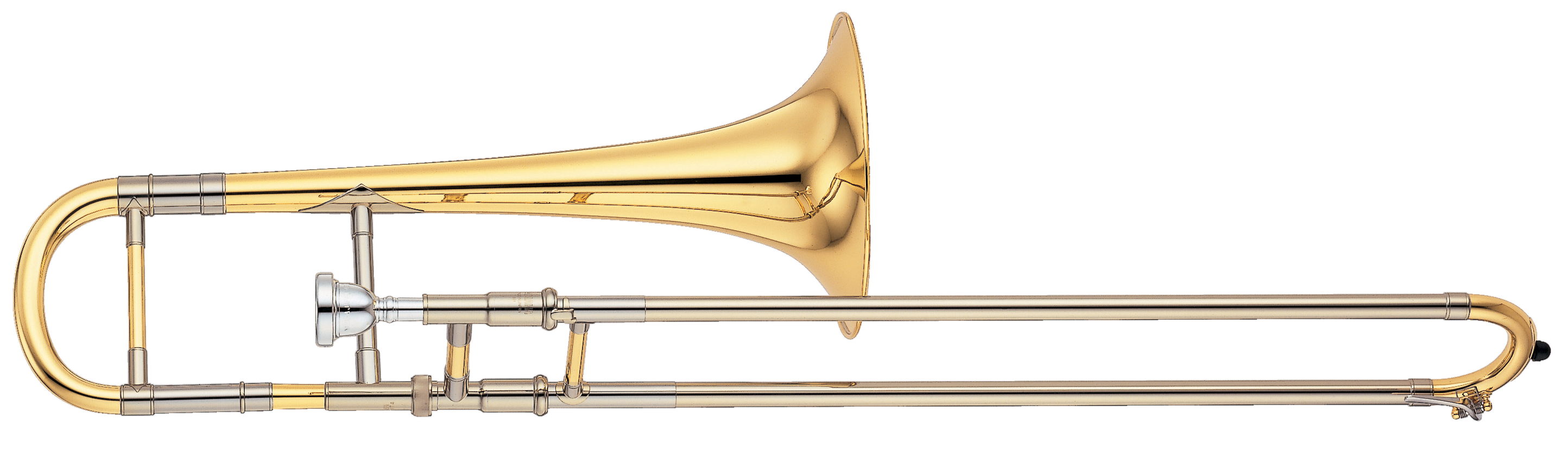
Un trombone alto Yamaha.

Le trombone alto est accordé en mi{\displaystyle \flat } ou plus rarement en fa (instrument plus court que celui en mi{\displaystyle \flat }), et il est plus petit que le ténor. Il a, comme le trombone ténor, 7 positions. Son timbre est plus brillant. Il n'est pas transpositeur. Ses parties sont écrites en ut sur clef d'ut 3. Il est principalement utilisé dans des œuvres symphoniques (notamment de Beethoven), mais il a connu une heure de gloire comme instrument soliste. Des compositeurs modernes l'ont d'ailleurs redécouvert et l'ont introduit dans des pièces récentes.

### Le trombone ténor

Schéma d’un trombone ténor.

Le trombone ténor est le trombone standard, quand on parle de trombone sans précision de registre, c'est du ténor qu'il s'agit. Il est, à sa note fondamentale, en si{\displaystyle \flat } ou très rarement en do (instrument un peu plus court que celui en si{\displaystyle \flat }). Non transpositeur, ses parties sont écrites en ut sur clef de fa ou clef d'ut 4 (rarement, on trouve des partitions en clef de sol transposées en si{\displaystyle \flat }, notamment dans les fanfares et les marching bands américains). On peut déplacer la coulisse en sept positions.

### Le trombone ténor complet

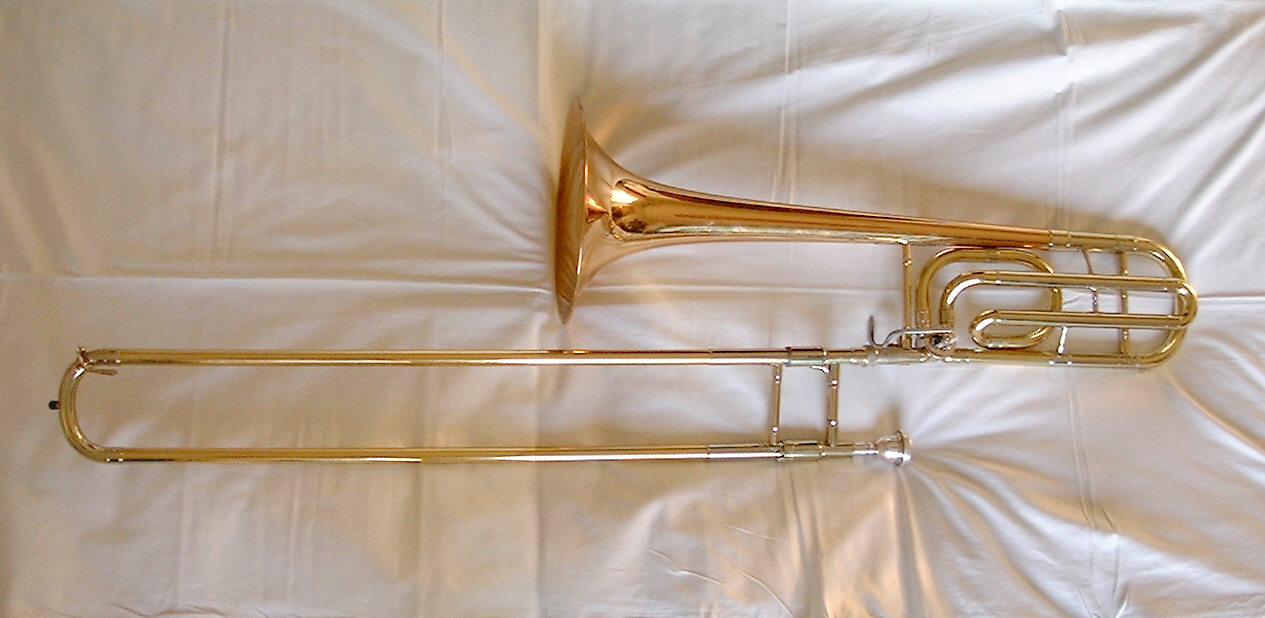
Trombone ténor complet.

C'est un trombone ténor auquel on a ajouté un dispositif déviant l'air dans un tube supplémentaire, ce qui permet au musicien de baisser la note d'une quarte juste en actionnant une clé de pouce (ou barillet ou noix). On accroît ainsi la tessiture de l'instrument, mais aussi la vélocité du jeu car le barillet permet d'éviter d'utiliser les sixième et septième positions de la coulisse à bout de bras. Par opposition, le ténor sans barillet est alors appelé Trombone ténor simple.
Les positions du trombone ténor simple et du trombone ténor complet sont identiques si on n'appuie pas sur la noix du trombone ténor complet.

### Le trombone à pistons
Le trombone à pistons a un registre comparable à celui du trombone ténor, mais la coulisse est remplacée par trois pistons. Il dispose quelquefois de deux tubes amovibles interchangeables qui permettent de fixer sa fondamentale soit en si{\displaystyle \flat } soit en ut. L'articulation est différente, plus proche de celle de la trompette, et il permet une dextérité difficile à obtenir avec une coulisse. Il est généralement considéré comme étant difficile à jouer juste, et est de moins en moins utilisé de nos jours, sauf dans les orchestres d'harmonie allemands et les orchestres de musique traditionnelle macédonienne. Contrairement au trombone ténor à coulisse, le trombone à piston peut être un instrument transpositeur s'il est réglé en si{\displaystyle \flat }.

### Le trombone basse

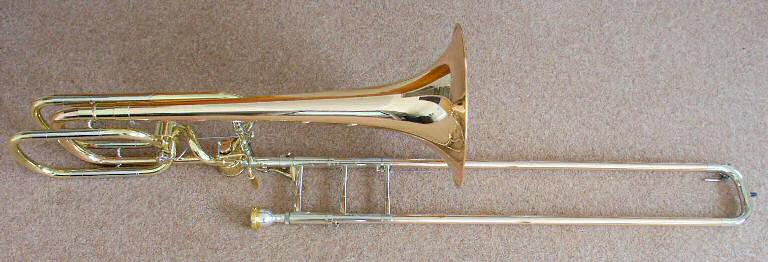
Trombone basse.

Le trombone basse est conçu en si{\displaystyle \flat } (à la même hauteur que le ténor) et joué en ut (non transpositeur). Ses parties sont écrites en clef de fa. Il a la même taille (même longueur) que le trombone ténor : toutefois, son tuyau est plus large et il a un pavillon plus gros en diamètre, ce qui lui permet d'être plus sonore que le ténor dans le registre grave ; de plus, il dispose le plus souvent de deux clés de pouce (plutôt qu'une seule comme le ténor), fa et ré (parfois si{\displaystyle \flat }), qui changent la tonalité de l'instrument et le rendent plus facile à jouer dans les graves. Les notes du trombone basse sont jouées de la même façon que pour le ténor (à moins d'utiliser les barillets). Il y a généralement un joueur de trombone basse par brass band, par big band et par orchestre symphonique, et ils sont également souvent présents dans les ensembles de cuivres modernes.

### Le trombone contrebasse

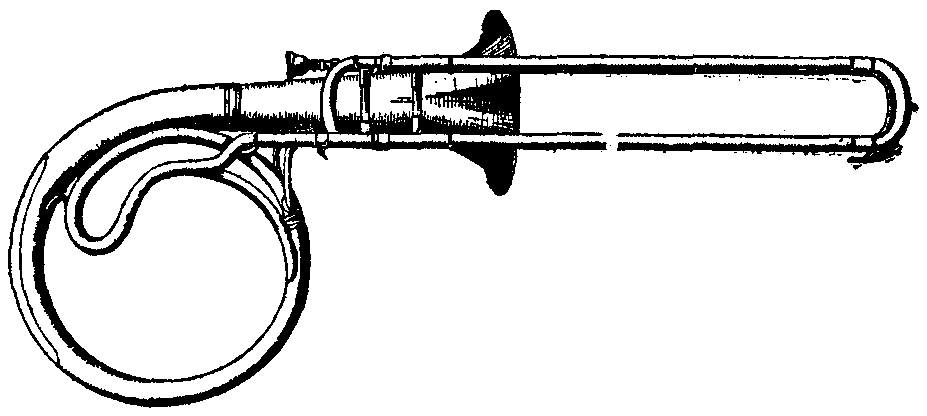
Trombone contrebasse.

Le trombone contrebasse à coulisse est plus rare et est accordé une quarte (fondamentale fa) ou une octave plus bas que le ténor (fondamentale si{\displaystyle \flat }). Il existe plusieurs moyens d'augmenter la longueur du tube : le trombone contrebasse en fa possède une forme similaire mais des dimensions plus larges que le trombone basse ; dans le cas du trombone contrebasse en si{\displaystyle \flat }, on utilise une coulisse avec double enroulement. La coulisse était autrefois munie d'une tige permettant d'atteindre les positions les plus basses, ce qui est rare de nos jours. Le trombone contrebasse en fa est de plus en plus utilisé au détriment de celui en si{\displaystyle \flat }, car il se marie mieux avec le son d'ensemble de la section trombones/tuba de l'orchestre (son homologue en si{\displaystyle \flat } ayant un son, du fait de la longueur de son tube proche de celle des tubas, moins caractérisé).
Il est plus particulièrement utilisé dans les opéras de Richard Wagner (L'Anneau du Nibelung…) où il est au rang de 4e trombone du pupitre, auprès de deux ténors et d'un basse. Gustav Mahler et Richard Strauss (notamment dans Elektra), l'ont également utilisé. Dans le jazz il sera utilisé dans certains ensembles du contrebassiste Charles Mingus. Cet instrument atypique connaît un regain de popularité dans des bandes originales de films composées entre autres par Danny Elfman.

### Le cimbasso

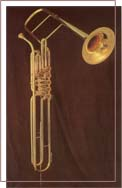
Cimbasso.

Le cimbasso, trombone contrebasse à cylindres, est comparable au trombone contrebasse par sa tessiture et sa position dans le pupitre. De la même façon, il existe le cimbasso en fa et en si{\displaystyle \flat }. Des compositeurs, essentiellement italiens et initialement étrangers à l'utilisation des tubas dans l'orchestre symphonique, comme Giuseppe Verdi, l'ont utilisé dans leurs opéras. Il est de plus en plus utilisé dans les musiques de film, voire dans le jazz.

### Le souzabone
Le souzabone est un trombone électrique contemporain en do, inventé par le tromboniste brésilien et musicien expérimental Raul de Souza.

### La saqueboute

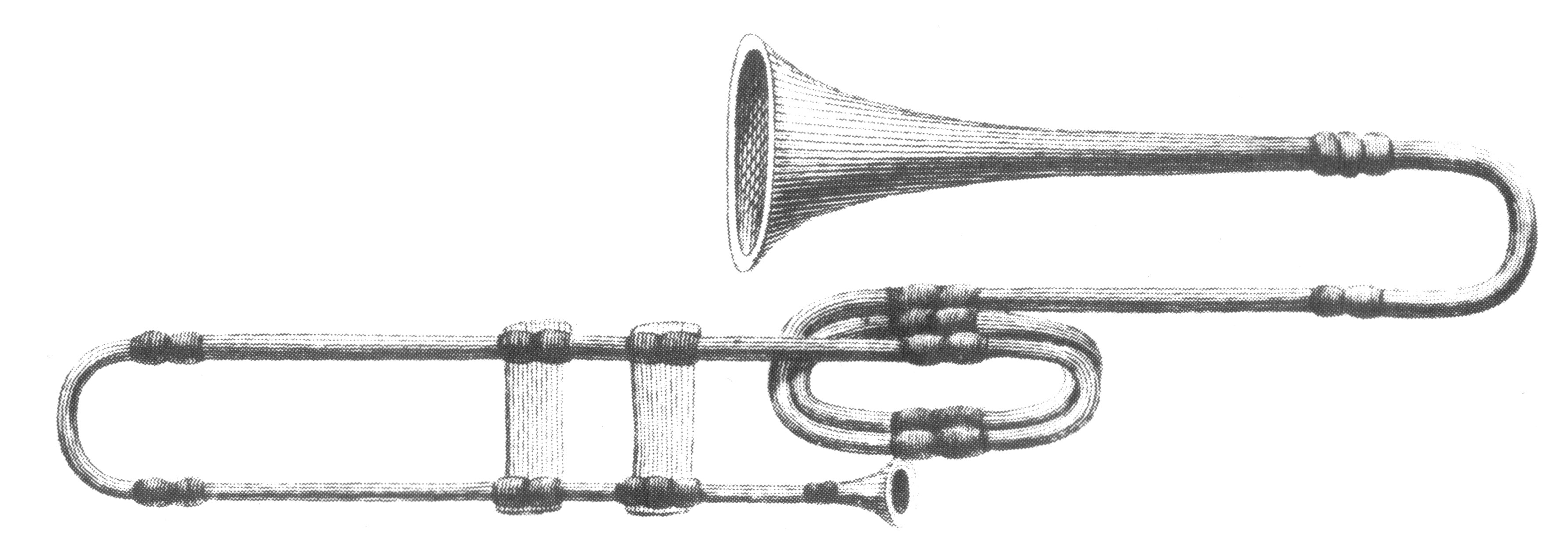
Saqueboute.

La saqueboute (ou la sacqueboute), apparue au XVe siècle et utilisée dans la musique du Moyen Âge, est l’ancêtre du trombone. Cet instrument se différencie par son pavillon et ses tubes plus étroits que le trombone. Il ne possède pas de vis pour bloquer la coulisse.

### Instruments pédagogiques
Il existe aussi des trombones junior, plus courts et adaptés aux bras des enfants, ainsi que des trombones en plastique appelés p-bones. Leur poids léger est également adapté pour les débutants.

## Genres musicaux

### Musique classique
Le répertoire du trombone en solo et en musique de chambre commence en Autriche pendant la période classique du milieu du XVIIIe siècle avec des compositeurs tels que Leopold Mozart, Georg Christoph Wagenseil, Johann Albrechtsberger et Johann Ernst Eberlin, qui l'utilisaient souvent conjointement avec une voix. Joseph Haydn et Wolfgang Amadeus Mozart ont utilisé le trombone dans nombre de leurs œuvres sacrées, notamment dans deux duets avec voix de Mozart, le plus connu étant le Tuba Mirum de son Requiem. L’inspiration pour beaucoup de ces travaux était sans doute due à la virtuosité de Thomas Gschladt qui joua à l’orchestre de la cour de Salzbourg. C'est cependant Christoph Willibald Gluck qui fut le premier compositeur significatif à en faire un usage proprement symphonique dans l'ouverture de l'opéra Alceste (1767). Gluck avait auparavant employé le trombone dans son ballet Don Juan (1761) et son opéra Orfeo ed Euridice (1762) et plus tard dans Iphigénie en Tauride (1779) ainsi que dans Echo et Narcisse la même année. Hormis pour Écho et Narcisse, le trombone chez Gluck est associé au monde des esprits infernaux ou aux créatures surnaturelles.
Dans le Romantisme, Beethoven est le premier à intégrer les trombones dans une symphonie, en l'occurrence sa célèbre cinquième. Plus tard, on peut citer le deuxième mouvement de la Grande symphonie funèbre et triomphale de Berlioz où le trombone solo entonne un récitatif, puis un arioso s'épanouissant en une véritable aria. Ce solo plaintif où il dialogue avec l'orchestre est superbe et convient bien au caractère sombre de cette « oraison funèbre » (titre du second mouvement).
On trouve un autre célèbre solo de trombone, magnifique, dans le premier mouvement de la Symphonie no 3 de Gustav Mahler. Le trombone est présent dans la neuvième symphonie de Schubert puis chez Brahms et Bruckner systématiquement. Le trombone jouera ensuite un rôle de plus en plus important dans les grandes œuvres symphoniques comme la Symphonie no 7 de Sibelius. Il a un solo redouté dans le Boléro de Maurice Ravel.
Si peu de compositeurs ont eu l'occasion d'écrire des pièces pour trombones solistes, le répertoire du violoncelle et du basson permettent aux trombonistes de s'exprimer dans d'autres genres et d'autres compositeurs. Il y a notamment les sonates pour violoncelle de Benedetto Giacomo Marcello. Certains trombonistes classiques revendiquent aussi de pouvoir jouer les suites pour violoncelle de Bach mais cela ne fait pas l'unanimité. La vision puriste voudrait de ne jouer que des pièces composées pour.

#### Trombonistes solistes
De nombreux concerti, pièces concertantes et autres œuvres ont été écrites pour trombone solo et piano ou orchestre. Ainsi plusieurs trombonistes excellent à jouer ce genre de pièces. Le concerto le plus connu et joué aujourd'hui[réf. nécessaire] est celui de Ferdinand David, Concertino en 1837, c'est une œuvre d'inspiration romantique et requérant un niveau de maîtrise supérieur de l'instrument (dépassement des quatre octaves de tessiture).
Exemples de pièces
- Ballade d'Eugène Bozza
- Romance Carl Maria von Weber
- Thoughts of Love d'Arthur Pryor

Concerti pour trombone célèbres
- Concertino de David
- Concerto de Friedebald Gräfe
- Concerto d'Ernst Sachse
- Concerto de Rimsky Korsakov
- Morceau symphonique d'Alexandre Guilmant
- Cavatine de Camille Saint-Saëns

Le tromboniste compositeur et improvisateur Vinko Globokar est un virtuose reconnu qui a notamment créé et enregistré la Sequenza V pour trombone solo de Luciano Berio, et a composé de nombreuses pièces contemporaines pour trombone solo.

### Jazz
Bien que le saxophone soit l'instrument le plus symbolique du jazz, le trombone est également très lié à cet art. L'instrument, par sa souplesse, a su s'adapter à l'évolution des sonorités et phrasés propres à l'histoire de ce genre.
Le jazz Nouvelle-Orléans étant issu des fanfares de cuivres, il est normal que l'on y retrouve le trombone. C'est d'ailleurs à celui-ci que l'on doit le style « tailgate » : les orchestres défilaient sur un chariot traîné par des chevaux. Pour laisser assez d'espace à son encombrante coulisse, le tromboniste ouvrait le hayon (en anglais : tailgate) et s'asseyait à l'arrière les pieds dans le vide. L'effet visuel, mais également sonore était garanti : cette période est celle des grands glissando à la coulisse et autres artifices sonores. Aussi, malgré les quelques virtuoses de l'époque (le plus célèbre étant Kid Ory), le trombone était surtout utilisé pour son côté comique. Un morceau emblématique du trombone dans le jazz est Tiger rag, où le trombone fait de violents glissandos au son saturé pour imiter les rugissements du tigre.
Ce n'est qu'à partir des années 1920 avec l'apparition du swing et des big bands que le trombone prend ses lettres de noblesse dans le jazz. Mis en valeur par les arrangeurs et les grands solistes de l'époque, le trombone y est très à l'aise ; citons entre autres Jimmy Harrison et Jay C. Higginbotham chez Fletcher Henderson, Benny Morton, Vic Dickenson, Dickie Wells chez Count Basie, Juan Tizol (trombone à pistons), Tricky Sam Nanton, Lawrence Brown chez Duke Ellington, Tommy Dorsey...
Dans les années 1940, on pensait que l'inertie de la coulisse était un frein majeur à l'utilisation du trombone dans le bebop et ses tempi endiablés (quelques-uns, comme Bob Brookmeyer, passeront au trombone à pistons). Mais, c'était sans compter sur Jay Jay Johnson et Frank Rosolino, qui, repoussant les limites de l'instrument et développant une technique originale, parvinrent à atteindre la vélocité et le phrasé du saxophone. Ils furent suivis par Curtis Fuller et Slide Hampton. On les retrouve dans le hard bop des années 1950.
Le cool jazz fut l’occasion d’entendre Bill Harris, Kai Winding, Frank Rosolino ou Carl Fontana.
L’adaptation du jeu du trombone pendant ces années lui fit perdre ses particularités, comme le « growl » ou les effets de coulisse. Le free jazz se les ré-appropriera dans les années 1960, à travers notamment Roswell Rudd (inspiré de Kid Ory, il jouait auparavant dans des formations de style dixieland). Albert Mangelsdorff a développé la technique du « son polyphonique » consistant à jouer une note et à en chanter une autre simultanément, produisant une ou plusieurs harmoniques.
Aujourd’hui, l’évolution continue dans le sillage du free jazz. D’autres musiciens, comme Ray Anderson et George E Lewis, continuent également d’expérimenter autour du trombone. Parmi les trombonistes de jazz de référence d’aujourd’hui, citons entre autres, Conrad Herwig, Steve Turre, Vincent Boesch, Glenn Ferris, Nils Landgren, Phil Abraham, Marc Godfroid, Mark Nightingale, Bart Van Lier, Bert Boeren, Denis Leloup, Sebastien Llado, Yves Robert, ou le Français Benny Vasseur qui fut le tromboniste de Sidney Bechet.

### Musique improvisée
En parallèle au jazz au milieu des années 1960, une génération de trombonistes en Europe a commencé à jouer en solo et dans de multiples rencontres musicales improvisées. On peut compter comme pionniers en Angleterre le tromboniste Paul Rutherford, en Allemagne les trombonistes Albert Mangelsdorff, Günter Christmann ou Conny Bauer, en Suède Eje Thelin, aux Pays-Bas Willy Van Manen, en Italie Gian Carlo Schiaffini, en France Vinko Globokar. Nombre de ces musiciens expérimentateurs ont participé à divers titres aux pratiques du jazz et des musiques contemporaines écrites.

### Salsa
Le trombone et la trompette sont très utilisés dans la salsa, mot espagnol qui signifie « sauce » et qui désigne à la fois une danse, un genre musical, mais également une famille de genres musicaux (musique latino-américaine). Un musicien, un chanteur ou un danseur de salsa est appelé salsero (salsera au féminin).
Willie Colon, inspiré par Mon Rivera a popularisé l'instrument dans la salsa. Jimmy Bosch est un des plus célèbres trombonistes de salsa actuels[réf. souhaitée].

### Funk
Fred Wesley, qui a été directeur musical de James Brown, s'impose comme l'un des pionniers les plus célèbres et un maître du funk instrumental[réf. souhaitée].

### Reggae et ska
Rico Rodriguez, de son vrai nom Emmanuel Rodriguez, également connu sous les pseudonymes de Rico, Reco Rodriguez, est un tromboniste jamaïcain né le 17 octobre 1934 à Kingston. Il est considéré comme le meilleur tromboniste de reggae des années 1960 et 70[réf. souhaitée].
Don Drummond, tromboniste du groupe The Skatalites[style à revoir].
Vin Gordon (en), dit Don Drummond Jr[style à revoir].